# Wereta
Wereta (o Woreta) è un centro abitato dell'Etiopia, situato nella Regione degli Amara.